# Metsimaholo
Metsimaholo – gmina w Republice Południowej Afryki, w prowincji Wolne Państwo, w dystrykcie Fezile Dabi. Siedzibą administracyjną gminy jest Sasolburg.